# Jusuf Zu’ajjin
Jusuf Zu’ajjin, arab. ‏يوسف زعيّـن‎ (ur. 1931 w Abu Kamal, zm. 10 stycznia 2016 w Sztokholmie) – syryjski polityk, premier Syrii w latach 1965-1968.

## Życiorys
Był synem zamożnego kupca. Z wykształcenia był lekarzem. Brał udział w wojnie algierskiej jako lekarz polowy oddziału Huariego Bumediena. Reprezentował poglądy radykalnie socjalistyczne i antyizraelskie.
Po zamachu stanu w Syrii w 1963, po którym władzę objęła partia Baas, pełnił różne stanowiska ministerialne. W 1965 został premierem Syrii dzięki protekcji swojego przyjaciela, Salaha Dżadida, członka Komitetu Wojskowego partii Baas i jednego z przywódców zamachu stanu. Ze stanowiska został usunięty po kongresie krajowych struktur partyjnych w październiku 1968, który omawiał m.in. skutki przegranej przez Syrię wojny sześciodniowej. W konflikcie o władzę w Syrii między Salahem Dżadidem i Hafizem al-Asadem poparł tego pierwszego. W październiku 1968, za sprawą wysiłków al-Asada, kongres krajowy partii Baas pozbawił go stanowiska premiera.
Po kolejnym zamachu stanu, w którym pełnię władzy w kraju przejął al-Asad, Zu’ajjin zbiegł z Damaszku do rodzinnego miasta i tam został kilka miesięcy później aresztowany. Kolejne dziesięć lat spędził w więzieniu. W 1981 al-Asad zgodził się pozwolić mu na wyjazd z Syrii z powodu złego stanu zdrowia. Zu’ajjin osiadł na Węgrzech, gdzie żył już jego brat. Zmarł w 2016.